# Чемпіонат України з футболу серед жінок 2024—2025: вища ліга
Вища ліга чемпіонату України з футболу серед жінок 2024—2025 — 34-й сезон вищої ліги України з футболу, що проводиться серед жіночих колективів.

## Регламент змагань
У змаганнях брали участь 12 команд. Змагання проходять у два етапи.
На першому етапі всі команди грають матчі в одне коло згідно жеребкування календаря. Спортивні показники, здобуті на 1-му етапі, зберігаються.
За підсумками першого етапу, залежно від зайнятих місць у турнірній таблиці, формуються дві групи по 6 команд, які зіграють ще два ігрових кола (вдома / на виїзді) згідно затвердженого календаря:
Група 1 (місця з 1-го по 6-е): визначають чемпіона, призерів вищої ліги та 2 команди, які братимуть участь у жіночій Лізі чемпіонів УЄФА та Кубку Європи УЄФА в сезоні 2025—2026 років.
Група 2 (місця з 7-го по 12-е): визначають команди, які залишать вищу лігу.
Згідно з проектом, за підсумками сезону 2023-2024 років команда, яка посяде 12 місце, переходить до першої ліги. Команди, які посядуть 10 та 11 місця, зіграють два перехідних матчі (вдома / на виїзді) з колективами, які посядуть 2 та 3 місця у першій лізі відповідно.

## Команди

### Зміни серед команд
За підсумками сезону 2023/24 року до вищої ліги вийшли «Сістерс» та «Оболонь». Через те, що київське «Динамо» розформувало свою жіночу команду, її місце зайняла команда «Полісся».
«Дніпро-1» перед початком сезону заявились на чемпіонат, але не провели жодного матчу.
| Вийшли з Першої ліги 2023/24                           | Вилетіли з Вищої ліги 2023/24                                                                                |
| ------------------------------------------------------ | --- |
| «Сістерс» (Одеса) «Оболонь» (Київ) «Полісся» (Житомир) | «Маріуполь» «Верес» (Рівне) (розформовано) «Динамо» (Київ) (розформовано) «Дніпро-1» (Дніпро) (розформовано) |

### Стадіони
| Команда         | Населений пункт | Стадіон                                                              |
| --------------- | --------------- | -------------------------------------------------------------------- |
| «Ворскла»       | Полтава         | «Молодіжний» НТБ «Ворскла» «Ворскла» ім. Олексія Бутовського «Лтава» |
| «ЕМС-Поділля»   | Вінниця         | НТБ «Нива» НТК ім. Віктора Баннікова (Київ)                          |
| «Колос»         | Ковалівка       | «Колос»                                                              |
| «Кривбас»       | Кривий Ріг      | «Спарта»                                                             |
| «Ладомир»       | Володимир       | «Олімп»                                                              |
| «Металіст 1925» | Харків          | «Арсенал-Арена» (Щасливе) «Колос» (Бориспіль)                        |
| «Оболонь»       | Київ            | «Оболонь-Арена» «Ювілейний» (Буча)                                   |
| «Пантери»       | Умань           | Центральний                                                          |
| «Полісся»       | Житомир         | Центральний стадіон «Спартак-Арена»                                  |
| «Сістерс»       | Одеса           | «Чорноморець»                                                        |
| «Шахтар»        | Донецьк         | «Арсенал-Арена» (Щасливе)                                            |

## Перший етап

### Таблиця чемпіонату
| М  | Команда         | І  | В | Н | П | РМ    | О  |
| -- | --------------- | -- | - | - | - | ----- | -- |
| 1  | «Ворскла»       | 10 | 9 | 1 | 0 | 41−0  | 28 |
| 2  | «Колос»         | 10 | 9 | 0 | 1 | 39−3  | 27 |
| 3  | «Металіст 1925» | 10 | 7 | 2 | 1 | 34−6  | 23 |
| 4  | «Сістерс»       | 10 | 7 | 1 | 2 | 24−8  | 22 |
| 5  | «Шахтар»        | 10 | 4 | 2 | 4 | 16−16 | 14 |
| 6  | «Ладомир»       | 10 | 3 | 2 | 5 | 16−19 | 11 |
| 7  | «Кривбас»       | 10 | 3 | 1 | 6 | 12−20 | 10 |
| 8  | «Полісся»       | 10 | 2 | 1 | 7 | 15−32 | 7  |
| 9  | «Пантери»       | 10 | 2 | 1 | 7 | 7−40  | 7  |
| 10 | «ЕМС-Поділля»   | 10 | 2 | 1 | 7 | 6−39  | 7  |
| 11 | «Оболонь»       | 10 | 0 | 2 | 8 | 6−33  | 2  |
| 12 | «Дніпро-1»      | 0  | 0 | 0 | 0 | 0−0   | 0  |

Позначення:

## Другий етап

### Група 1
| М | Команда         | І  | В  | Н | П  | РМ    | О  |
| - | --------------- | -- | -- | - | -- | ----- | -- |
| 1 | «Ворскла»       | 20 | 16 | 4 | 0  | 63−2  | 52 |
| 2 | «Металіст 1925» | 20 | 15 | 4 | 1  | 62−7  | 49 |
| 3 | «Колос»         | 20 | 14 | 1 | 5  | 55−13 | 43 |
| 4 | «Сістерс»       | 20 | 10 | 1 | 9  | 35−26 | 31 |
| 5 | «Шахтар»        | 20 | 7  | 3 | 10 | 25−36 | 24 |
| 6 | «Ладомир»       | 20 | 3  | 3 | 14 | 17−55 | 12 |

Позначення:

### Група 2
| М  | Команда       | І  | В  | Н | П  | РМ    | О  |
| -- | ------------- | -- | -- | - | -- | ----- | -- |
| 7  | «Кривбас»     | 18 | 10 | 1 | 7  | 39−30 | 31 |
| 8  | «Полісся»     | 18 | 7  | 2 | 9  | 46−45 | 23 |
| 9  | «Пантери»     | 18 | 7  | 1 | 10 | 17−57 | 22 |
| 10 | «Оболонь»     | 18 | 2  | 3 | 13 | 11−43 | 9  |
| 11 | «ЕМС-Поділля» | 18 | 2  | 1 | 15 | 13−69 | 7  |

Позначення:

## Найкращі бомбардирки
У списку враховані показники, здобуті на першому та другому етапах
| Місце | Гравець           | Клуб                | Голи   |
| ----- | ----------------- | ------------------- | ------ |
| 1     | Юлія Стець        | «Ладомир» «Полісся» | 18     |
| 2     | Єлизавета Молодюк | «Металіст 1925»     | 18 (1) |
| 3     | Роксолана Кравчук | «Ворскла»           | 15     |